# Pirinççi
Pirinççi ist ein Dorf im Landkreis Pertek der türkischen Provinz Tunceli. Im Jahr 2011 lebten in Pirinççi 110 Menschen.